# Ресилово (дем Просечен)
 Тази статия е за селото в Драмско.  За селото в България вижте Ресилово.  За селото във Воденско вижте Русилово.
Ресѝлово (на гръцки: Χαριτωμένη, Харитомени, до 1927 година Ρεσίλοβο, Ресилово) е село в Гърция, дем Просечен.

## География
Селото се намира на 300 m надморска височина в Драмското поле в източното подножието на Сминица, южно от Карлъково (Микрополи).

## История

### Етимология
Според Йордан Н. Иванов името е по личното име *Ресил от личното име Ресо и -ил, развито от реса, myriophillum spicatum, сравнимо например с местното име Брезиловец от бреза, личното име Кацилов от каца и подобни. Сравними са селищните имена Русилово, Воденско, и Ресилово, Дупнишко.

### В Османската империя
В османски данъчни регистри на немюсюлманското население от вилаета Зъхна от 1659 – 1660 година селото е отбелязано като Ресилова, с 57 джизие ханета (домакинства).
През XX век Ресилово е село, числящо се към Зъхненската каза на Серския санджак. Църквата „Свети Георги“ е от 1847 година. В „Етнография на вилаетите Адрианопол, Монастир и Салоника“, издадена в Константинопол през 1878 година и отразяваща статистиката на населението от 1873 година, Расилова (Rassilova) е показано като село със 137 домакинства и 180 жители мюсюлмани и 200 българи. В 1889 година Стефан Веркович (Топографическо-этнографическій очеркъ Македоніи) отбелязва Ресилова като село с 43 български къщи. В 1893 година Атанас Шопов пише че в Русилово „говоримият език на българите е турският“. Според Георги Стрезов към 1891 Росилово е гръцко село.
Според Васил Кънчов („Македония. Етнография и статистика“) в началото на XX век Росилово има 350 жители турци мюсюлмани и 500 турци християни.
По данни на секретаря на Българската екзархия Димитър Мишев („La Macédoine et sa Population Chrétienne“) в 1905 година в Русилово (Roussilovo) има 240 гагаузи.
Според Йордан Н. Иванов Ресилово е било населено от гагаузи и малко българи.
По време на Балканската война един човек от Ресилово се включва като доброволец в Македоно-одринското опълчение.

### В Гърция
През войната селото е освободено от части на българската армия, но остава в Гърция след Междусъюзническата война в 1913 година. През 1916 – 1918 година е под българско управление. Данни от март 1918 година сочат 193 жители и 49 къщи.
В 1923 година мюсюлманските му жители по силата на Лозанския договор са изселени в Турция и на тяхно място са заселени 191 семейства с 540 души гърци бежанци от Турция.  Според преброяването от 1928 година селото е смесено със 121 бежански семейства и 496 души. В 1927 година името на селото е сменено на Харитомени.
През 60-те години започва усилена миграция към големите градове.
Населението произвежда тютюн, жито и други земеделски продукти, като се занимава и със скотовъдство.
| Име       | Име        | Ново име   | Ново име   | Описание                   |
| --------- | ---------- | ---------- | ---------- | -------------------------- |
| Бахчелик  | Μπαξελίκι  | Кипи       | Κήποι      | местност на С от Ресилово  |
| Беляна    | Μπελιάνα   | Аспротопос | Άσπρότοπος | местност на СИ от Ресилово |
| Орта баир | Όρτά Μπαΐρ | Месокорифи | Μεσοκορυφή | връх на Ю от Ресилово      |
| Бат баир  | Μπάτ Μπαΐρ | Витос      | Βυθός      | връх на Ю от Ресилово      |

| Година    | 1913 | 1920 | 1928 | 1940 | 1951 | 1961 | 1971 | 1981 | 1991 | 2001 | 2011 | 2021 |
| --------- | ---- | ---- | ---- | ---- | ---- | ---- | ---- | ---- | ---- | ---- | ---- | ---- |
| Население | 667  | 663  | 799  | 1181 | 964  | 1030 | 605  | 561  | 394  | 607  | 291  | 246  |

## Личности
Родени в Ресилово
- Васил Ичов Чоманов (1877 – 1913), македоно-одрински опълченец, 3 рота на 7 кумановска дружива, загинал в Междусъюзническата война на 10 юли 1913 година при Царево село[17]
- Димитър Ресиловски, български революционер, четник при Филип войвода
- Иван Самарджиев, български революционер, четник при Филип войвода
- Петър Белювски, български революционер, четник при Филип войвода